# 李宗伟
拿督斯里李宗伟 DB, DCSM, DSPN, PJN, AMN, JP, DGPN，（1982年10月21日—）马来西亚退役男子羽毛球運動員，祖籍福建省南安县，生于馬來西亞霹雳州巴里文打，被称为「大马羽球一哥」，与丹麦的彼得·盖德、中国的林丹和印尼的陶菲克并称国际羽坛“四大天王”。李宗伟的妻子是马来西亚前著名羽毛球运动员黄妙珠。李宗伟在赢得北京奥运会羽毛球男子单打银牌之後，成為第六位在奧運奪得獎牌的馬來西亞运动员，並且獲得拿督的殊荣。2012年，他再次在伦敦奥运会羽毛球男子单打中敗給林丹夺得银牌。2016年，他在里約奧運第三度獲得羽毛球男子單打比賽銀牌，並且受封拿督威拉稱號。
作为男单运动员，李宗伟在2008年8月21日成为国际羽联世界排名第一的球手。成为自1980年代设立官方排名以来，继拉錫·西迪、罗斯林·哈欣和黄综翰之后，马来西亚第四位世界排名第一的男单球手，也是首位保持第一名时间超过一年的马来西亚球手。他並曾占据男单世界第一位置长达349周，为羽坛最长纪录。2015年11月，在中國公開賽取得冠軍後，達成首要超級系列賽大滿貫。李宗伟于2009年当选马来西亚十大杰出青年。
2019年6月13日，在考慮健康因素下，李宗偉在記者會上宣布退役，正式掛拍，結束其19年的職業羽球選手生涯。时任马来西亚首相马哈迪·莫哈末与首相夫人茜蒂哈斯玛感激李宗伟为国家的付出，并对这位国家英雄致敬。2021年10月至2022年12月，李宗偉获沙巴旅游局的任命，受委为沙巴州旅游大使。2021年12月2日，李宗偉获马来西亚理科大学（USM）颁发体育科学荣誉博士学位。

## 羽球生涯

### 早年生涯
1982年，李宗偉出生於霹雳州巴里文打，之后母亲带他到槟城生活成長。李宗偉來自一個不富裕的家庭，他的父親李亞財每個月僅有800令吉的收入，原先的李宗偉對籃球比較有興趣後來在10歲時遇到了他的啟蒙教練鄭炳發，李宗偉才對羽毛球產生了興趣，一開始李宗偉的父親非常反對李宗偉打羽毛球，但在鄭炳發的勸說下，李亞財才同意讓李宗偉打球。在鄭炳發的教導下，李宗偉很快便在檳城小學組男雙拿下亞軍。李宗偉也在15歲時代表馬來西亞參加國際比賽。2000年，17歲的李宗偉被馬來西亞羽球世家西迪兄弟的米斯本·西迪發掘並招入馬來西亞國家羽毛球隊。

### 青年時期

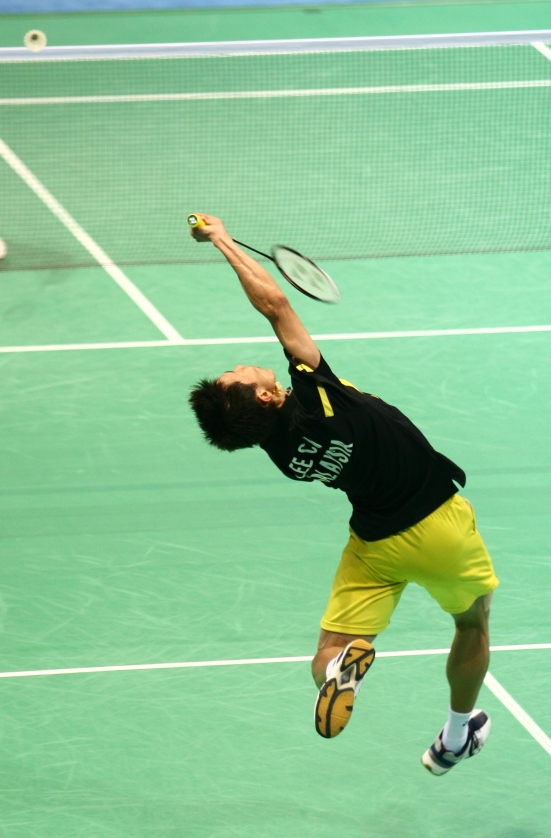
李宗伟在2008年北京奥运会奪得银牌

1999年，年僅17歲的李宗偉参加馬來西亞全國羽毛球錦標賽就收穫冠軍。2000年，李宗偉代表馬來西亞參加在中國廣州舉行的世界青年羽毛球錦標賽，他從首圈一路殺進準決賽，但他在準決賽中不敵印尼的索尼·昆科罗，獲得季軍。

### 2001年－2007年
2001年至2003年，李宗偉的成績並不出色，直到2004年7月，李宗偉首次奪下馬來西亞公開賽的男單冠軍，大眾才開始注意到李宗偉。李宗偉也在同年獲得了雅典奧運會男子單打比賽的參賽資格，但李宗偉在16賽中不敵中國的陳宏，結束了生涯首屆奧運會。奧運會結束後，李宗偉開始由中國籍教練李矛教導並很快便分別在新加坡公開賽獲得亞軍以及在中華台北羽球公開賽拿到他的第二座冠軍。
2005年，李宗偉成功在馬來西亞公開賽上以2比1（17比15、9比15、15比9）擊敗林丹，成功衛冕冠軍。隨後在同年8月，李宗偉首次代表馬來西亞參加在美國加利福尼亞州橙縣安那翰舉辦的世界錦標賽男子單打項目，他從首圈一路殺進準決賽並以直落兩局遭到2004年奧運男單金牌、印尼的陶菲克淘汰，獲得季軍。之後，李宗偉也在丹麥公開賽決賽中以直落兩局戰勝隊友哈菲兹哈欣拿下同年第二座冠軍。
2006年，李宗偉共六次闖進公開賽決賽，其中他分別奪下了瑞士公開賽、亞洲錦標賽和馬來西亞公開賽的冠軍。除了公開賽以外，李宗偉在綜合運動會上也奪得亮眼成績，他先是在澳大利亞墨爾本舉行的英聯邦運動會上拿下男子單打和混合團體的兩面金牌，後來在亞運會的男子單打項目拿下銅牌。李宗偉也在2006年首度登上世界羽聯世界排名的第一位。
2008年底，李宗伟的世界排名超越林丹，位居第一。2009年，李宗伟赢得马来西亚羽毛球公开赛，在全英赛杀进决赛，再次对到林丹，林丹再次直下两局打败李宗伟。李宗伟在2009年赢得瑞士羽毛球公开赛，印尼羽毛球公开赛，中國羽毛球大師賽，香港羽毛球超級賽及成功衛冕世界羽聯超級系列賽總決賽。2010年，是李宗伟收获最多的一年，先后赢得十项国际公开赛冠军，并赢得自己第一个全英赛男單冠军，稳居世界排名第一。
2011年，李宗伟再次赢得马来西亚羽毛球公开赛，在韩国羽毛球公开赛决赛力战三局不敌林丹，李宗伟为了准备全英赛，没有参加德国羽毛球大奖赛。3月14日，李宗伟在全英赛以两局击败林丹，这是李宗伟第一次在顶级大赛中打败林丹，也实现54年来第一个蝉联全英赛的马来西亚羽毛球员。同年5月1日，李宗伟参加印度羽毛球公开赛，在决赛击败丹麦老将彼得·盖德，赢得2011年来第四个超级赛冠军。在同年的中國羽毛球大師賽中，李宗伟在决赛以两局击败鲍春来，赢得中国羽毛球大師賽的三连冠，他也拿下當年的第五个冠军。李宗伟参加第十九届世界羽毛球锦标赛，他一路淘汰各国选手，并在半决赛打败中国陈金，是自2005年来第二次进入半决赛和第一次进入决赛，决赛对手是林丹，李宗伟以三局不敌林丹，无法赢得自己第一个世锦赛冠军。在决赛中，李宗伟欠缺运气，离世界冠军仅一线之差，他与林丹两人打出一场堪称史上最为精彩的比赛。无奈幸运女神选择站在林丹这一边，最终李宗伟无法成为首个夺得世锦赛的马来西亚球员。
接着2011年日本羽毛球超級賽在日本开幕，李宗伟参加此次比赛，并有望第三度称霸日本羽毛球公开赛，李宗伟也顺利进入决赛，对手是中国选手谌龙，因为李宗伟的手有受伤，无法打出好的水平，以三局输给了谌龙，无法第三度称霸日本羽毛球公开赛。在丹麦羽毛球公开赛男单决赛中，李宗伟再次败给了谌龙，但他却继续保持着每个公开赛都打进决赛的记录。2011年法国羽毛球公开赛开打，李宗伟在半决赛再次遇到中国选手谌龙，李宗伟在比赛中发挥出色，打败谌龙，进入决赛，决赛对手是日本羽毛球男单选手田儿贤一，李宗伟以两局打败田儿贤一，拿下2011年第七个冠军。李宗伟在香港羽毛球超級賽，中国羽毛球公开赛和世界羽联超级系列赛总决赛都不敌林丹和谌龙，状态低迷。

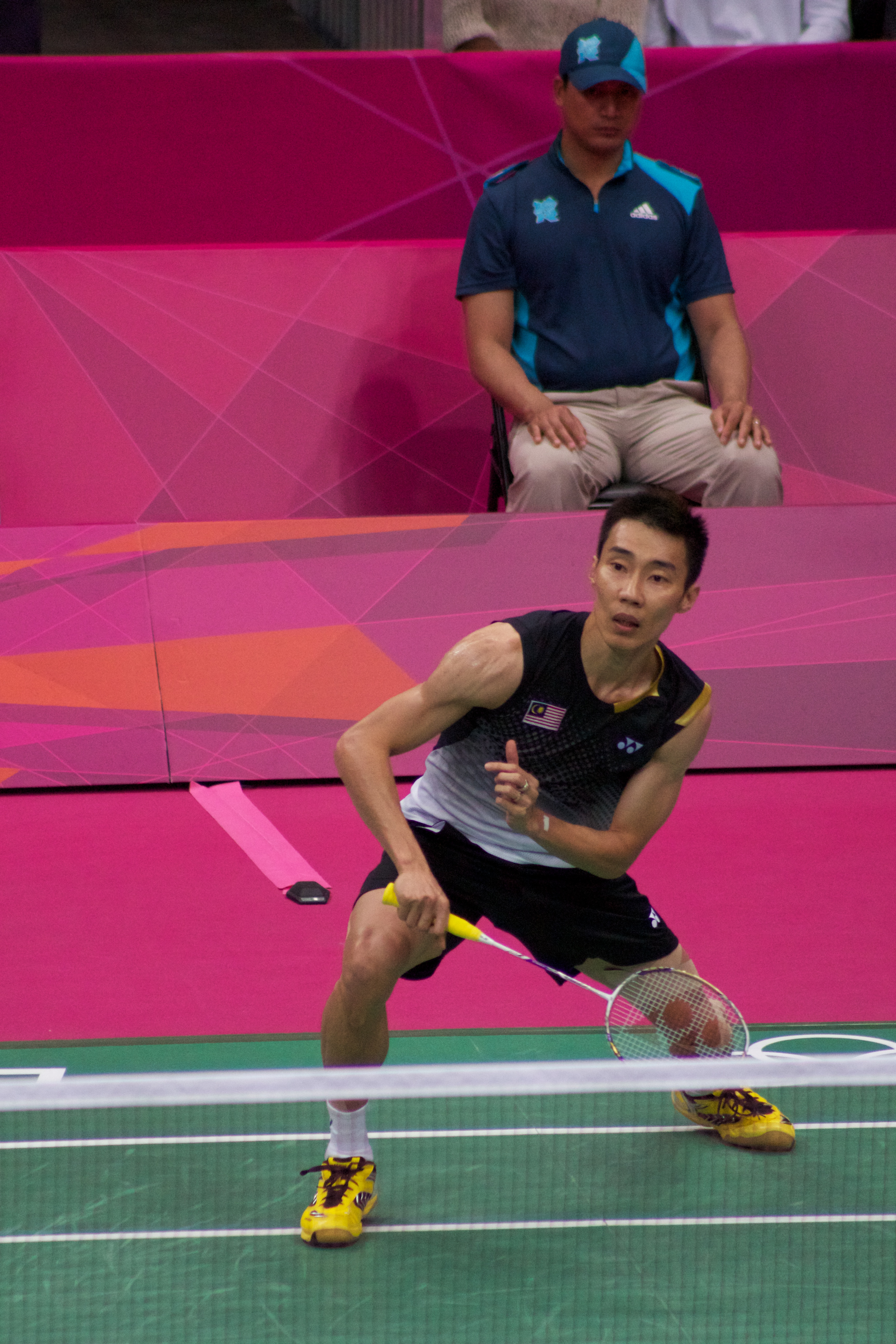
李宗伟在2012年伦敦奥运会奪得银牌

2012年韩国羽毛球公开赛开打，李宗伟和林丹一起打进决赛，上演新赛季第一场李林大战，李宗伟在先失一局的情况下，逆转林丹，以12-21，21-18，21-14打败林丹，李宗伟在职业生涯中首次逆转林丹，赢得2012年新赛季的第一个首要超级赛冠军。2012年马来西亚羽毛球公开赛开打，李宗伟有望在马来西亚羽毛球公开赛称霸八连冠，打平马来西亚名将黄秉璇八连冠记录。李宗伟在半决赛苦战三局打败中国新秀谌龙进入决赛，决赛对手是日本名将田儿贤一，田儿贤一在半决赛对阵中国选手陈金，陈金因为脚出现问题，决定退赛，田儿贤一不战而胜进入决赛。李宗伟在决赛发挥出色，以21-6，21-13战胜田儿贤一，赢得冠军。在伦敦奥运会羽毛球男子单打决赛中再度对阵林丹，与林丹苦战三局，以2-1（15-21、21-10、21-19）最终败给林丹。但这时黄明志为了送给李宗伟一首勉励的歌曲，在这歌曲里有辱骂林丹的部分令李宗伟羞耻。
在中國廣州舉行的2013年世界羽毛球錦標賽是李宗伟夺冠的好时机，林丹意外获得外卡，世界羽聯考虑东道主申请还有票房及林丹的影响力最终决定发放给他外卡参赛，这引起李宗伟的不满。决赛中，是李宗伟今年首次与林丹交手。第一局在顺风向的场地以21-16先拔头筹。第二局，大会被称关闭了空调，赛后世界羽聯表示空调一直在低速运转并无关闭，由于决赛观看人数多使球馆的温度升高，李宗伟及教练称受到温度、湿度和风向严重影响以致失去优势导致13-21败下阵来。第三局技术暂停时，林丹更换不同颜色的球衣，赛后其教练指责林丹触犯比赛规则打心理战。最后一局在李宗伟以16-19落后时，跨步接球时大腿突然抽筋，坚持后最终还是放弃，比赛结束后教练表示李宗伟是因为温度的提升和闷热而导致的。李宗伟在17-20落后时选择退赛，直接送往医院，缺席颁奖礼。
2014年8月，李宗伟在丹麥哥本哈根舉行的世界羽毛球錦標賽再次打進男單決賽，對戰次號种子、中國的諶龙。在本屆賽事中，李宗伟從首圈至半决赛都以两局横扫对手，可是他在决赛却没有打出应有的进攻节奏，处处受制對手。結果，在力拼69分钟后，他以直落两局19-21不敵諶龙，连续3届在决赛落败，屈居亚军。赛后，他承认自己打得太保守，並揚言希望在退休前爭取拿到一次世界冠军。

### 禁賽後復出
从2014年8月30日开始李宗伟因兴奋剂风波被禁赛。2015年5月1日，李宗伟的8個月禁賽期滿，復出後的首項比賽是代表國家隊出戰中國東莞市舉行的2015年蘇迪曼盃。他在首戰為马来西亚队贡献1分，並助國家隊以3比2险胜韩国队。李宗伟賽後表示自己离开赛场7、8个月，表現仍有些生疏，毕竟比赛和训练还是不同的。
同月，马来西亚羽總經過內部高層開會討論後，決定放棄世界排名更高的張維峰，轉而由李宗偉參加世錦賽男單賽事。對此，李宗偉表示，自己和張維峰都是運動員，誰能代表國家參賽並不是自己可以決定的，“這是羽總做的決定，我也不能做些甚麼，我能够體會到他的難受。我希望儘自己最大努力，在世錦賽上爭取得到一個好成績。”
2015年8月，李宗伟出戰印尼雅加達舉行的世界羽毛球錦標賽，並一路順利打進男子單打決賽。李宗偉在決賽對戰衛冕冠軍諶龍，結果以（14-21、17-21）落敗，連續4屆屈居亞軍。李宗偉賽後表示，自己在這場決賽已把所有戰術都打出來，“打進攻，他防守很好；打持久戰，他也表現得比我出色。今天的諶龍在各方面都做得很好，我跟不上他的比賽節奏。”他補充：“世锦赛冠軍一直是我的夢想，可卻再一次失敗了，現在的目標是努力爭取明年里約奧運會的參賽資格。而我不知道自己的身體狀態在明年奧運會後還能不能保持，如果到時身體條件還允許，我會再參加世锦赛。”
年內，為爭取分數及提高排名，李宗伟積极參與各大、小羽毛球賽事，結果先後贏得美國黃金大獎賽、加拿大大獎賽、法國超級賽、中國首要超級賽及香港超級賽五項賽事的男單冠軍，排名一度由最低的180位（2015年6月18日）回升至最高的第3位（2015年11月26日）。2016年6月9日，他重新登上世界第一的宝座。

### 三屆奧運銀牌
2016年8月，李宗偉第四度參加奧運會，並以第一種子的身分出戰2016年夏季奧林匹克運動會羽毛球比賽男子單打項目。他在晉級淘汰賽後在首輪輪空，並在八強時以直落二贏中華台北的周天成。李宗偉在準決賽中遭遇宿敵林丹，經過三局大戰後，最終以2比1（15-21、21-11、22-20）險勝，賽後李宗偉表示「之前沒想過會贏出這場比賽，因為我從未在大賽贏過林丹。」但在隔天的決賽上，最終以0比2（18-21、18-21）不敵上屆奧運銅牌得主諶龍，連續三屆奧運皆獲得銀牌，依舊與大賽冠軍無緣。賽後李宗偉表示连续3届奥运均夺得银牌，自己难免有失落。

### 2017年世錦賽
2017年8月，李宗偉參加蘇格蘭格拉斯哥舉行的世界羽毛球錦標賽，以次號種子身分出戰男子單打項目，但在首圈就爆冷以1比2（19-21、24-22、17-21）不敵法國的布里斯·利弗德斯出局。賽後，李宗偉坦言自己給自己製造了太大的壓力，以致場上失誤連連，跟不上節奏；同時對手有很多運氣球，不少球都碰網過，自己也沒法子。其後，他在自己的官方臉書專頁和推特發貼文，表示：「今天，我未能發揮出自己的最佳狀態，對不起，讓你們失望了。對不起，馬來西亞（國旗）」。

### 退役
2019年6月13日中午，李宗伟在布城的記者會上宣布正式退役，结束职业生涯。時任马来西亚首相马哈迪·莫哈末与首相夫人茜蒂哈斯玛感激李宗伟为国家的付出，并對他致敬：“非常感谢宗伟，因为你让我国在世界体坛上多次成为冠军。我们对于宗伟的退役感到惋惜。”

## 争议

### 兴奋剂风波
2014年10月，中国媒体爆出消息，称李宗伟在8月的哥本哈根世锦赛上药检不过关，随后马来西亚羽协证实了这一消息。世界羽联於10月11日确认，李宗伟因兴奋剂检测没过关，在哥本哈根舉行的世錦賽中獲得的銀牌將被剝奪，且被暂时禁赛。根据马来西亚方面介绍的情况，李宗伟是在7月17日由于治疗的需要向体内注射了地塞米松，而药物代谢缓慢，导致比赛时李宗伟体内仍有药物残留，而地塞米松对运动员的体能并没有特别的帮助，李宗伟本人也表示“绝不可能”服用违禁药物。他还表示，此次兴奋剂事件对他而言就是一场“噩梦”。事发之后有舆论认为，结合马来西亚方面的解释，以及多人公开力挺，李宗伟“减刑”的可能性比较大，很有可能仅仅被禁赛6个月。
2015年4月11日，李宗伟出席在荷蘭阿姆斯特丹進行的聽證會，向世界羽聯3人獨立小組進行辯護。根據委員會的報告，李宗偉供證自2007至2008年起，每早服用兩顆由“丈夫是马来西亚極有權勢名人”的女性朋友（有说法认为是时任马来西亚首相夫人罗斯玛·曼梳或马华公会前总会长林良实夫人王维娜，但最终都被否认）供應的冬蟲草粉膠囊；3人獨立小組認同他極可能在自己不知情之下，誤服沾上地塞米松殘留物的說法；最終決定李宗伟因違反「世界羽聯反興奮劑機構條例」須接受8個月的禁賽，禁賽時間從2014年8月30日開始，直至2015年4月30日結束；8月30日至10月2日（通知藥檢不過關的日期）期間成績獲得保留。

## 技术特点
右手执拍，突击爆发力出色，变速能力强，头顶杀对角威胁大，长久以来是马来西亚男单头号选手。李宗伟反应灵活、防守出色、回球变幻莫测、突击的爆发力强、步伐快捷，总体打法攻守兼备。在米士本拉吊拉拍时往往掺杂着假动作，在对手回球质量不高时马上转换李矛式的积极快攻打法，依靠犀利的攻势摧毁对手。李宗伟最大的技术特点在于他雷霆万钧般的进攻能力和异常稳健的防守以及犀利的反击，这位世界排名第一的马来西亚选手在场上拥有一种超乎常人的冷静和稳定，不管是在面对对手何种形式的进攻时，李宗伟总能依靠自己出色的防守技术将局面牢牢稳定住，然后再凭借自己犀利的反击将对手致于死地。他的打法一直以来是許多羽球世界顶尖高手爭相學習的目标。

## 主要比賽成績
只列出曾進入準決賽的國際賽事成績：
| 年份   | 賽事                     | 公開賽級別 | 項目     | 成績   |
| ------ | ------------------------ | ---------- | -------- | ------ |
| 2000年 | 世界青年羽毛球錦標賽     | 其他       | 男子單打 | 銅牌   |
| 2001年 | 泰國羽毛球公開賽         | 3星级      | 男子單打 | 準決賽 |
| 2001年 | 馬來西亞羽毛球國際賽     | 不適用     | 男子單打 | 準決賽 |
| 2002年 | 印度羽毛球國際賽         | 不適用     | 男子單打 | 準決賽 |
| 2003年 | 馬來西亞羽毛球公開賽     | 4星级      | 男子單打 | 亞軍   |
| 2003年 | 荷蘭羽毛球公開賽         | 2星级      | 男子單打 | 準決賽 |
| 2003年 | 印度羽毛球國際賽         | 不適用     | 男子單打 | 亞軍   |
| 2003年 | 馬來西亞羽毛球國際賽     | 不適用     | 男子單打 | 冠軍   |
| 2004年 | 馬來西亞羽毛球公開賽     | 4星级      | 男子單打 | 冠軍   |
| 2004年 | 新加坡羽毛球公開賽       | 5星级      | 男子單打 | 亞軍   |
| 2004年 | 中華台北羽毛球公開賽     | 2星级      | 男子單打 | 冠軍   |
| 2005年 | 德國羽毛球公開賽         | 3星级      | 男子單打 | 準決賽 |
| 2005年 | 全英羽毛球公開賽         | 4星级      | 男子單打 | 準決賽 |
| 2005年 | 馬來西亞羽毛球公開賽     | 4星级      | 男子單打 | 冠軍   |
| 2005年 | 世界羽毛球錦標賽         | 其他       | 男子單打 | 銅牌   |
| 2005年 | 丹麥羽毛球公開賽         | 5星级      | 男子單打 | 冠軍   |
| 2005年 | 香港羽毛球公開賽         | 6星级      | 男子單打 | 準決賽 |
| 2006年 | 瑞士羽毛球公開賽         | 4星级      | 男子單打 | 冠軍   |
| 2006年 | 全英羽毛球公開賽         | 4星级      | 男子單打 | 準決賽 |
| 2006年 | 亞洲羽毛球錦標賽         | 其他       | 男子單打 | 金牌   |
| 2006年 | 湯姆斯盃                 | 其他       | 男子團體 | 銅牌   |
| 2006年 | 馬來西亞羽毛球公開賽     | 4星级      | 男子單打 | 冠軍   |
| 2006年 | 中華台北羽球公開賽       | 5星级      | 男子單打 | 亞軍   |
| 2006年 | 澳門羽毛球公開賽         | 4星级      | 男子單打 | 亞軍   |
| 2006年 | 香港羽毛球公開賽         | 6星级      | 男子單打 | 亞軍   |
| 2006年 | 日本羽毛球公開賽         | 5星级      | 男子單打 | 準決賽 |
| 2006年 | 亞洲運動會羽毛球比賽     | 其他       | 男子單打 | 銅牌   |
| 2007年 | 印尼羽毛球超級賽         | 超級賽     | 男子單打 | 冠軍   |
| 2007年 | 中國羽毛球大師賽         | 超級賽     | 男子單打 | 準決賽 |
| 2007年 | 菲律賓羽毛球公開賽       | 黃金大獎賽 | 男子單打 | 冠軍   |
| 2007年 | 日本羽毛球超級賽         | 超級賽     | 男子單打 | 冠軍   |
| 2007年 | 丹麥羽毛球超級賽         | 超級賽     | 男子單打 | 準決賽 |
| 2007年 | 法國羽毛球超級賽         | 超級賽     | 男子單打 | 冠軍   |
| 2007年 | 中國羽毛球超級賽         | 超級賽     | 男子單打 | 亞軍   |
| 2007年 | 香港羽毛球超級賽         | 超級賽     | 男子單打 | 亞軍   |
| 2008年 | 馬來西亞羽毛球超級賽     | 超級賽     | 男子單打 | 冠軍   |
| 2008年 | 全英羽毛球超級賽         | 超級賽     | 男子單打 | 準決賽 |
| 2008年 | 瑞士羽毛球超級賽         | 超級賽     | 男子單打 | 亞軍   |
| 2008年 | 湯姆斯盃                 | 其他       | 男子團體 | 銅牌   |
| 2008年 | 新加坡羽毛球超級賽       | 超級賽     | 男子單打 | 冠軍   |
| 2008年 | 奧林匹克運動會羽毛球比賽 | 其他       | 男子單打 | 銀牌   |
| 2008年 | 日本羽毛球超級賽         | 超級賽     | 男子單打 | 亞軍   |
| 2008年 | 澳門羽毛球黃金大獎賽     | 黃金大獎賽 | 男子單打 | 亞軍   |
| 2008年 | 法國羽毛球超級賽         | 超級賽     | 男子單打 | 準決賽 |
| 2008年 | 中國羽毛球超級賽         | 超級賽     | 男子單打 | 亞軍   |
| 2008年 | 世界羽聯超級系列賽總決賽 | 超級賽     | 男子單打 | 冠軍   |
| 2009年 | 馬來西亞羽毛球超級賽     | 超級賽     | 男子單打 | 冠軍   |
| 2009年 | 韓國羽毛球超級賽         | 超級賽     | 男子單打 | 亞軍   |
| 2009年 | 全英羽毛球超級賽         | 超級賽     | 男子單打 | 亞軍   |
| 2009年 | 瑞士羽毛球超級賽         | 超級賽     | 男子單打 | 冠軍   |
| 2009年 | 蘇迪曼盃                 | 其他       | 混合團體 | 銅牌   |
| 2009年 | 印尼羽毛球超級賽         | 超級賽     | 男子單打 | 冠軍   |
| 2009年 | 馬來西亞羽毛球黃金大獎賽 | 黃金大獎賽 | 男子單打 | 冠軍   |
| 2009年 | 澳門羽毛球黃金大獎賽     | 黃金大獎賽 | 男子單打 | 冠軍   |
| 2009年 | 中國羽毛球大師賽         | 超級賽     | 男子單打 | 準決賽 |
| 2009年 | 香港羽毛球超級賽         | 超級賽     | 男子單打 | 冠軍   |
| 2009年 | 世界羽聯超級系列賽總決賽 | 超級賽     | 男子單打 | 冠軍   |
| 2010年 | 韓國羽毛球超級賽         | 超級賽     | 男子單打 | 冠軍   |
| 2010年 | 馬來西亞羽毛球超級賽     | 超級賽     | 男子單打 | 冠軍   |
| 2010年 | 全英羽毛球超級賽         | 超級賽     | 男子單打 | 冠軍   |
| 2010年 | 印尼羽毛球超級賽         | 超級賽     | 男子單打 | 冠軍   |
| 2010年 | 馬來西亞羽毛球黃金大獎賽 | 黃金大獎賽 | 男子單打 | 冠軍   |
| 2010年 | 澳門羽毛球黃金大獎賽     | 黃金大獎賽 | 男子單打 | 冠軍   |
| 2010年 | 日本羽毛球超級賽         | 超級賽     | 男子單打 | 冠軍   |
| 2010年 | 英聯邦運動會羽毛球比賽   | 其他       | 男子單打 | 金牌   |
| 2010年 | 亞洲運動會羽毛球比賽     | 其他       | 男子單打 | 銀牌   |
| 2010年 | 香港羽毛球超級賽         | 超級賽     | 男子單打 | 冠軍   |
| 2010年 | 世界羽聯超級系列賽總決賽 | 超級賽     | 男子單打 | 冠軍   |
| 2011年 | 馬來西亞羽毛球超級賽     | 超級賽     | 男子單打 | 冠軍   |
| 2011年 | 韓國羽毛球首要超級賽     | 首要超級賽 | 男子單打 | 亞軍   |
| 2011年 | 全英羽毛球首要超級賽     | 首要超級賽 | 男子單打 | 冠軍   |
| 2011年 | 印度羽毛球超級賽         | 超級賽     | 男子單打 | 冠軍   |
| 2011年 | 馬來西亞羽毛球黃金大獎賽 | 黃金大獎賽 | 男子單打 | 冠軍   |
| 2011年 | 印尼羽毛球首要超級賽     | 首要超級賽 | 男子單打 | 冠軍   |
| 2011年 | 世界羽毛球錦標賽         | 其他       | 男子單打 | 銀牌   |
| 2011年 | 日本羽毛球超級賽         | 超級賽     | 男子單打 | 亞軍   |
| 2011年 | 丹麥羽毛球首要超級賽     | 首要超級賽 | 男子單打 | 亞軍   |
| 2011年 | 法國羽毛球超級賽         | 超級賽     | 男子單打 | 冠軍   |
| 2011年 | 香港羽毛球超級賽         | 超級賽     | 男子單打 | 準決賽 |
| 2011年 | 中國羽毛球首要超級賽     | 首要超級賽 | 男子單打 | 準決賽 |
| 2011年 | 世界羽聯超級系列賽總決賽 | 超級賽     | 男子單打 | 準決賽 |
| 2012年 | 韓國羽毛球首要超級賽     | 首要超級賽 | 男子單打 | 冠軍   |
| 2012年 | 馬來西亞羽毛球超級賽     | 超級賽     | 男子單打 | 冠軍   |
| 2012年 | 全英羽毛球首要超級賽     | 首要超級賽 | 男子單打 | 亞軍   |
| 2012年 | 印度羽毛球超級賽         | 超級賽     | 男子單打 | 亞軍   |
| 2012年 | 馬來西亞羽毛球黃金大獎賽 | 黃金大獎賽 | 男子單打 | 冠軍   |
| 2012年 | 奧林匹克運動會羽毛球比賽 | 其他       | 男子單打 | 銀牌   |
| 2012年 | 日本羽毛球超級賽         | 超級賽     | 男子單打 | 冠軍   |
| 2012年 | 丹麥羽毛球首要超級賽     | 首要超級賽 | 男子單打 | 冠軍   |
| 2012年 | 香港羽毛球超級賽         | 超級賽     | 男子單打 | 亞軍   |
| 2013年 | 韓國羽毛球首要超級賽     | 首要超級賽 | 男子單打 | 冠軍   |
| 2013年 | 馬來西亞羽毛球超級賽     | 超級賽     | 男子單打 | 冠軍   |
| 2013年 | 全英羽毛球首要超級賽     | 首要超級賽 | 男子單打 | 亞軍   |
| 2013年 | 印度羽毛球超級賽         | 超級賽     | 男子單打 | 冠軍   |
| 2013年 | 印尼羽毛球首要超級賽     | 首要超級賽 | 男子單打 | 冠軍   |
| 2013年 | 日本羽毛球超級賽         | 超級賽     | 男子單打 | 冠軍   |
| 2013年 | 丹麥羽毛球首要超級賽     | 首要超級賽 | 男子單打 | 亞軍   |
| 2013年 | 法國羽毛球超級賽         | 超級賽     | 男子單打 | 準決賽 |
| 2013年 | 香港羽毛球超級賽         | 超級賽     | 男子單打 | 冠軍   |
| 2013年 | 世界羽聯超級系列賽總決賽 | 首要超級賽 | 男子單打 | 冠軍   |
| 2014年 | 韓國羽毛球超級賽         | 超級賽     | 男子單打 | 亞軍   |
| 2014年 | 馬來西亞羽毛球首要超級賽 | 首要超級賽 | 男子單打 | 冠軍   |
| 2014年 | 全英羽毛球首要超級賽     | 首要超級賽 | 男子單打 | 冠軍   |
| 2014年 | 印度羽毛球超級賽         | 超級賽     | 男子單打 | 冠軍   |
| 2014年 | 新加坡羽毛球超級賽       | 超級賽     | 男子單打 | 亞軍   |
| 2014年 | 日本羽毛球超級賽         | 超級賽     | 男子單打 | 冠軍   |
| 2014年 | 印尼羽毛球首要超級賽     | 首要超級賽 | 男子單打 | 準決賽 |
| 2014年 | 世界羽毛球錦標賽         | 其他       | 男子單打 | 銀牌   |
| 2014年 | 亞洲運動會羽毛球比賽     | 其他       | 男子團體 | 銅牌   |
| 2014年 | 亞洲運動會羽毛球比賽     | 其他       | 男子單打 | 銅牌   |
| 2015年 | 美國羽毛球黃金大獎賽     | 黃金大獎賽 | 男子單打 | 冠軍   |
| 2015年 | 加拿大羽毛球大獎賽       | 大獎賽     | 男子單打 | 冠軍   |
| 2015年 | 世界羽毛球錦標賽         | 其他       | 男子單打 | 銀牌   |
| 2015年 | 法國羽毛球超級賽         | 超級賽     | 男子單打 | 冠軍   |
| 2015年 | 中國羽毛球首要超級賽     | 首要超級賽 | 男子單打 | 冠軍   |
| 2015年 | 香港羽毛球超級賽         | 超級賽     | 男子單打 | 冠軍   |
| 2016年 | 馬來西亞羽毛球大師賽     | 黃金大獎賽 | 男子單打 | 冠軍   |
| 2016年 | 馬來西亞羽毛球首要超級賽 | 首要超級賽 | 男子單打 | 冠軍   |
| 2016年 | 亞洲羽毛球錦標賽         | 其他       | 男子單打 | 金牌   |
| 2016年 | 湯姆斯盃                 | 其他       | 男子團體 | 銅牌   |
| 2016年 | 印尼羽毛球首要超級賽     | 首要超級賽 | 男子單打 | 冠軍   |
| 2016年 | 奧林匹克運動會羽毛球比賽 | 其他       | 男子單打 | 銀牌   |
| 2016年 | 日本羽毛球超級賽         | 超級賽     | 男子單打 | 冠軍   |
| 2017年 | 全英羽毛球首要超級賽     | 首要超級賽 | 男子單打 | 冠軍   |
| 2017年 | 馬來西亞羽毛球首要超級賽 | 首要超級賽 | 男子單打 | 亞軍   |
| 2017年 | 亞洲羽毛球錦標賽         | 其他       | 男子單打 | 銅牌   |
| 2017年 | 日本羽毛球超級賽         | 超級賽     | 男子單打 | 亞軍   |
| 2017年 | 香港羽毛球超級賽         | 超級賽     | 男子單打 | 冠軍   |
| 2017年 | 世界羽聯超級系列賽總決賽 | 首要超級賽 | 男子單打 | 亞軍   |
| 2018年 | 亞洲羽毛球團體錦標賽     | 其他       | 男子團體 | 銅牌   |
| 2018年 | 英聯邦運動會羽毛球比賽   | 其他       | 混合團體 | 銀牌   |
| 2018年 | 英聯邦運動會羽毛球比賽   | 其他       | 男子單打 | 金牌   |
| 2018年 | 亞洲羽毛球錦標賽         | 其他       | 男子單打 | 銅牌   |
| 2018年 | 馬來西亞羽球公開賽       | 超級750賽  | 男子單打 | 冠軍   |
| 2018年 | 印尼羽毛球公開賽         | 超級1000賽 | 男子單打 | 準決賽 |

| 1983-1987年 | 总决赛 | 第一等级 | 第二等级 | 第三等级 | 第四等级 | 其他 |

| 1988-2006年 | 总决赛 | 6星级 | 5星级 | 4星级 | 3星级 | 2星级 | 1星级 | 其他 |

| 2007-2017年 | 首要超級賽 | 超級賽 | 黃金大獎賽 | 大獎賽 | 國際挑戰賽 | 國際系列賽 | 未來系列賽 | 其他 |

| 2018-2026年 | 總決賽 | 超級1000賽 | 超級750賽 | 超級500賽 | 超級300賽 | 超級100賽 | 國際挑戰賽 | 國際系列賽 | 未來系列賽 | 其他 |

### 奧運會和世錦賽參賽紀錄
|          | 2004 | 2005 | 2006 | 2007 | 2008 | 2009 | 2010 | 2011 | 2012 | 2013 | 2014 | 2015 | 2016 | 2017 | 2018          |
| -------- | ---- | ---- | ---- | ---- | ---- | ---- | ---- | ---- | ---- | ---- | ---- | ---- | ---- | ---- | ------------- |
| 男子單打 | 16強 | 季軍 | 8強  | 16強 | 銀牌 | 8強  | 8強  | 亞軍 | 銀牌 | 亞軍 | 亞軍 | 亞軍 | 銀牌 | 64強 | 64強 （退賽） |

## 主要對賽紀錄
李宗伟與主要對手的對賽成績如下（截至2018年7月8日）：

| 對手          | 對賽次數 | 對賽結果 | 對賽結果 | 勝差 |
| 對手          | 對賽次數 | 勝       | 負       | 勝差 |
| ------------- | -------- | -------- | -------- | ---- |
| 林丹          | 40       | 12       | 28       | -16  |
| 陳宏          | 10       | 6        | 5        | +1   |
| 谌龙          | 28       | 15       | 13       | +2   |
| 鮑春來        | 17       | 13       | 4        | +9   |
| 陈金          | 13       | 11       | 2        | +9   |
| 杜鵬宇        | 13       | 12       | 1        | +11  |
| 王睜茗        | 17       | 17       | 0        | +17  |
| 安赛龙        | 11       | 9        | 3        | +6   |
| 簡·奧·約根森  | 17       | 16       | 1        | +15  |
| 彼得·盖德     | 21       | 19       | 2        | +17  |
| 馬克·茨維布勒 | 13       | 13       | 0        | +13  |
| 索尼·昆科羅   | 15       | 10       | 5        | +5   |
| 陶菲克        | 23       | 15       | 8        | +7   |
| 西蒙·桑托索   | 11       | 9        | 2        | +7   |
| 湯米·蘇吉亞托 | 17       | 17       | 0        | +17  |
| 桃田賢斗      | 4        | 2        | 2        | 0    |
| 田兒賢一      | 19       | 17       | 2        | +15  |
| 李炫一        | 15       | 10       | 5        | +5   |
| 孫完虎        | 13       | 11       | 2        | +9   |
| 朴成奐        | 14       | 13       | 1        | +12  |
| 黃綜翰        | 10       | 9        | 1        | +8   |
| 周天成        | 7        | 7        | 0        | +7   |
| 文萨·波萨那   | 26       | 24       | 2        | +22  |
| 阮進明        | 12       | 11       | 1        | +10  |

## 个人生活
2006年11月3日，李宗伟卷入了一宗车祸。当天晚上，他在联邦快速公路（Federal Highway）驾驶着轿车时，与一辆爆胎而失控的汽车相撞，随后被送往双威医疗中心，在頭部縫了六針。
2008年马来西亚大选竞选期间，他为马华公会务边国席候选人林熙隆站台。李宗伟跟林熙隆的父亲，即前马华总会长林良实有相当的交情。
2008年8月21日，李宗伟因夺得北京奥运会银牌而赢得了30万令吉的奖金，还获得政府给予的每月3000元的生活津贴。时任槟城首席部长还授予李宗伟槟州效忠勋章，并在2008年8月30日册封为拿督。
2012年，李宗偉於倫敦奧運會男子單打再奪得銀，马来西亚政府頒發50萬令吉的獎金，以鼓勵他在奧運會取得的成績。
2016年，李宗偉於里約奧運會羽毛球男子單打奪得銀牌，馬來西亞當局再次頒發奧運獎金50萬令吉作為獎勵。 

### 迷信數字“6”
李宗偉透露，他是在2004年夺得大马公开赛冠军后，才开始了与“6”这个幸运号码的渊源：“我还记得2004年，我在关丹夺得大马公开赛冠军，这算是我出道以来首个正式比赛的冠军，马华公会前总会长林良实的儿子林熙隆赛后送了我一份很特别的礼物，就是单码为6号的车牌号码，他希望能够借此激励我继续往前冲刺。不得不说的是，从此以后，我的职业生涯开始步入正轨，无论状态与成绩皆展示了上升的良好势头，我觉得‘6’为我带来了好运。当然，这些年来，我为自己取得现在的成绩付出了很多，这一点是很肯定的。”

### 罹患鼻咽癌
2018年7月25日，李宗偉臨時宣布退出2018年世界羽毛球錦標賽及2018年亞洲運動會羽毛球比賽，馬來西亞羽球協會向外界宣稱是因遺傳基因而身染呼吸道相關疾病，必須休養將近一個月。爾後據《新海峽時報》《馬來郵報》報導，李宗偉在台灣接受治療。9月21日，大馬羽協宣布李宗偉將在一周後結束療程，並依恢復情況最快可在11月復出，隨後有網友在社群網路上散布李宗偉罹患第三期鼻咽癌的消息，但在22日即由大馬羽協證實為鼻咽癌初期，大馬羽協並希望外界尊重他的私隱。據馬來西亞《星報》報導，李宗偉曾表示：「等我，我會再次回到球場上！」
10月2日，据马来西亚《中国报》报道，李宗伟在台湾接受治疗后，身上的癌细胞已全部消除，并计划于10月7日回大马休养。
11月8日，李宗伟召开记者会，正式宣布如果他还能，他将回到球场继续打球。

## 感情生活
李宗伟17岁時认识同為馬來西亞国家羽毛球队成員的黄妙珠；至2007年，二人高调公开恋情，但在2009年8月曾一度宣布分手，其後又再復合。2012年11月9日，李宗伟和黄妙珠正式结为夫妻，婚宴在吉隆坡会展中心分兩天举行。李宗伟和黄妙珠現時育有三子。長子李嘉謙（Kingston）在2013年4月12日出世，次子則名李凱傑（Terrance）。三子於2022年11月出世。

## 綜藝節目
| 年份 | 日期    | 電視台   | 節目名稱   | 備註     |
| ---- | ------- | -------- | ---------- | -------- |
| 2015 | 7月31日 | 東方衛視 | 报告！教练 | 教练     |
| 2017 | 1月21日 | 浙江衛視 | 食在囧途   | 嘉宾     |
| 2021 | 3月17日 | 东南卫视 | 魯豫有約   | 訪問嘉賓 |

## 荣誉

### 勋章
- 马来西亚
  -  联邦护国有功成员勋章（AMN）（2006）[84][85]
  -  联邦功绩勋章（DB）（2008）[86]
  -  联邦国家领袖勋章（PJN）—拿督（2017）[87][88][89]
- 檳城
  -  槟城护国效忠勋章（DSPN）—拿督（2008）[90]
  -  檳城護國輝煌勳章（DGPN）—拿督斯里（2025）[91]
- 马六甲
  -  马六甲卓越勋章（DCSM）—拿督威拉（2016）[92][93]
- 沙巴
  - 太平局绅（JP）（2021）[94]

### 军衔
- 马来西亚皇家海军
  -  少校（名誉）（2012）[95]
  -  中校（名誉）（2016）[96][97]

### 学位
- 马来西亚理科大学
  - 体育科学荣誉博士（2021）[98][99]

## 著作
- 《敗者為王》，布咕數碼與印刷出版，2012年。ISBN 978-967-108-431-1

## 電影
- 《敗者為王》，同名自传翻拍电影，于2018年3月15日在马来西亚上映。